# Dynkinův systém
Dynkinův systém, je pojem z teorie míry a teorie pravděpodobnosti, podoborů matematiky. Rozumí se jím systém podmnožin dané množiny, který splňuje tři axiomy o něco slabší než axiomy požadované od používanějších σ-algeber. Sám Jevgenij Borisovič Dynkin, rusko-americký matematik, po kterém jsou pojmenovány, je označoval za λ-systémy.

## Definice
Nechť je {\displaystyle \Omega } neprázdná množina a {\displaystyle D} je podmnožina její potenční množiny, tedy množina některých podmnožin {\displaystyle \Omega }. Pak je {\displaystyle D} Dynkinův systém, pokud:
1. {\displaystyle \Omega \in D},
2. pokud {\displaystyle A,B\in D} a {\displaystyle A\subseteq B}, pak i {\displaystyle B\setminus A\in D} (s množinou a podmnožinou tam patří i jejich rozdíl) a
3. pokud {\displaystyle A_{1},A_{2},A_{3},\dots } je posloupnost podmnožin {\displaystyle D} a {\displaystyle A_{n}\subseteq A_{n+1}} pro všechna {\displaystyle n\geq 1}, pak {\displaystyle \bigcup _{n=1}^{\infty }A_{n}\in D}.

### Alternativní definice
Ekvivalentní definice má za stejných předpokladů tyto tři podmínky:
1. {\displaystyle \Omega \in D},
2. pokud {\displaystyle A\in D}, pak i {\displaystyle A^{C}\in D} a
3. pokud {\displaystyle A_{1},A_{2},A_{3},\dots } je posloupnost podmnožin {\displaystyle D} a {\displaystyle A_{i}\cap A_{j}=\emptyset } pro všechna {\displaystyle i\neq j}, pak {\displaystyle \bigcup _{n=1}^{\infty }A_{n}\in D}.

Další možnou kombinací podmínek je:
1. {\displaystyle \Omega \in D},
2. pokud {\displaystyle A,B\in D} a {\displaystyle A\subseteq B}, pak i {\displaystyle B\setminus A\in D} a
3. pokud {\displaystyle A_{1},A_{2},A_{3},\dots } je posloupnost podmnožin {\displaystyle D} a {\displaystyle A_{i}\cap A_{j}=\emptyset } pro všechna {\displaystyle i\neq j}, pak {\displaystyle \bigcup _{n=1}^{\infty }A_{n}\in D}.